# Новогригоровка (Березнеговатский район)
Новогриго́ровка (укр. Новогригорівка) — село в Березнеговатском районе Николаевской области Украины.
Основано в 1924 году. Население по переписи 2001 года составляло 109 человек. Почтовый индекс — 56254. Телефонный код — 5168. Занимает площадь 0,496 км².

## Местный совет
56354, Николаевская область, Березнеговатский р-н, с. Белая Криница, ул. Кузьменка, 48